# Muñiz Air National Guard Base
Muñiz Air National Guard Base (en français: Base de la Garde nationale aérienne de Muñiz) est la base de la Garde nationale aérienne de Porto Rico (en). Cette installation est située dans l'enceinte de l'aéroport international Luis Muñoz Marín de Carolina, à Porto Rico, à 14 kilomètres à l'est de San Juan.

## Contexte
La 156th Airlift Wing (en) a pour mission de fournir une capacité de transport aérien pour les missions de l'U.S. Southern Command (USSOUTHCOM), et pour des exercices militaires conjoints, tout en renforçant les liens des États-Unis avec les pays voisins d'Amérique latine. Le 198th Airlift Squadron (en), une unité subordonnée de la 156th Airlift Wing, est également situé sur la base. La 156th Airlift Wing relève de la Garde nationale aérienne et de l'Air Mobility Command. La Muñiz Air National Guard Base, également connue en espagnol sous le nom de "Base Muñiz", fournit un soutien dans les urgences locales et la mobilisation des troupes militaires américaines de Porto Rico pour des déploiements dans le monde entier.

## Historique
La Garde nationale aérienne de Porto Rico (en) se renforce et déménage de l'aéroport Fernando Luis Ribas Dominicci (en) en mai 1956 vers une nouvelle installation sur l'aéroport d'Isla Verde situé maintenant connu sous le nom d'aéroport international Luis Muñoz Marín à seulement 14 kilomètres à l'est de San Juan. Le 10 avril 1958, le 156th Tactical Fighter se transforme en Fighter Group. Le 1er janvier 1976, le 156th Tactical Fighter Group passe du F-104 Starfighter au A-7D Corsair. Les premiers A-7 arrivent en novembre et les derniers en mars 1976.

### Jose Antonio Muñiz
En 1963, la base de la Garde nationale aérienne est rebaptisée "Muñiz Air National Guard Base" dans le cadre de la commémoration du 20e anniversaire de sa reconnaissance fédérale en l'honneur du cofondateur de la Garde nationale aérienne de Porto Rico, le lieutenant-colonel José Antonio Muñiz, ancien officier de l'US Air Force qui pendant la Seconde Guerre mondiale, a servi dans l'United States Army Air Forces. En 1960, José Antonio Muñiz est tué dans le crash de son F-86D à la suite de l'extinction du moteur au décollage. Le mémorial du lieutenant-colonel José Antonio Muñiz est situé sur cette base.

### Attaque des Macheteros
Le 12 janvier 1981, 10 LTV A-7 Corsair II et un Lockheed F-104 Starfighter sont endommagés et détruits. Il s'agirait d'un acte terroriste commis par les commandos Machetero de l'armée populaire de Boricua (en) qui se sont infiltrés dans la base. Le Bureau des enquêtes spéciales de l'US Air Force est responsable de l'enquête. La perte est évaluée à 45 millions de dollars. Le personnel de sécurité de la base aérienne passe de 11 à 22 membres de l'US Air Force Security Forces et à 46 gardes contractuels civils.

### Visite papale et visite présidentielle
Le 12 octobre 1984, le pape Jean-Paul II effectue la première visite papale à Porto Rico et est accueilli par le gouverneur Carlos Romero Barcelo et le secrétaire d'État américain George P. Shultz sur la base. Le pape Jean-Paul II quitte Porto Rico le jour même dans la soirée.
Le 14 juin 2011, le président américain Barack Obama effectue une visite officielle à Porto Rico pendant quatre heures. Il arrive avec Air Force One sur la base où il est accueilli par le gouverneur Luis Fortuño. Plus tard, après avoir fait campagne, le président Obama prononce un discours depuis un hangar de la base.

### Transport aérien
Le 22 novembre 1997, la base reçoit ses premiers Lockheed C-130 tout en célébrant le 50e anniversaire de sa reconnaissance fédérale. L'armée de l'air annonce la transformation de la 156th Fighter Wing, ses appareils F-16A/B sont alors remplacés par des C-130, changeant sa mission du combat au transport.

### Opération Coronet Oak
Coronet Oak est le nom de l'opération continue dans laquelle les C-130, les équipages et le personnel de soutien de l'Air Force Reserve Command (AFRC) et de l'Air National Guard (ANG) se déploient depuis les États-Unis vers Muñiz Air National Guard Base, pour fournir une capacité de transport aérien de théâtre pour l'U.S. Southern Command. La mission Coronet Oak commence le 19 avril 1999 à la suite du retrait d'Howard Air Force Base, au Panama, dans le cadre de la fin de la présence militaire américaine au Panama. Les unités arrivent et repartent de Muñiz ANGB toutes les deux semaines. Les forces affectées à Coronet Oak fournissent à l'U.S. Southern Command un soutien logistique et d'urgence dans toute l'Amérique centrale et du Sud.

## De nos jours

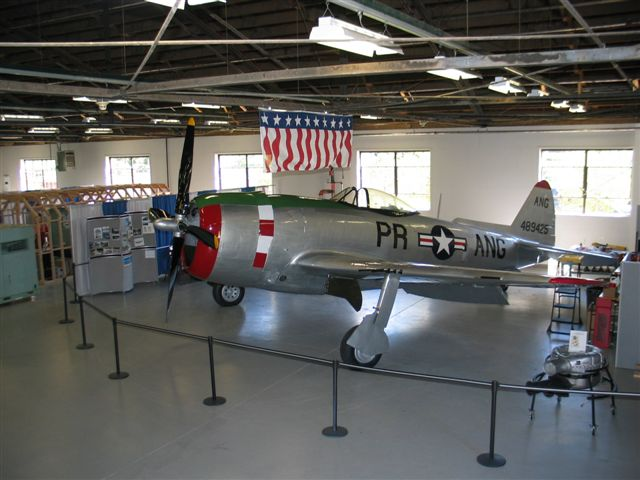
Un P-47 exposé sur la base.

Depuis 1997, la mission de la base de Muñiz et de la 156th Fighter Wing est de fournir un soutien à la mobilité aérienne de l'U.S. Southern Command. Cette base aérienne assure également la mobilisation pour fournir l'aide humanitaire lors de catastrophes naturelles telles que le tremblement de terre de 2010 en Haïti. La base joue un rôle majeur dans la mobilisation des troupes de la Garde nationale aérienne de Porto Rico ainsi que des soldats de la Garde nationale et de la réserve de l'armée américaine de Porto Rico, pour les déploiements dans le cadre de l'opération Iraqi Freedom et de l'opération Enduring Freedom.
La base accueille le programme jeunesse STARBASE (en), un programme éducatif non résidentiel pour les élèves (de la maternelle à la 12e année) qui leur fournit des applications réelles des mathématiques et des sciences. Des centaines d'élèves d'écoles de tout Porto Rico viennent sur la base pour participer au programme.

## Unités

### United States Air Force
Air National Guard

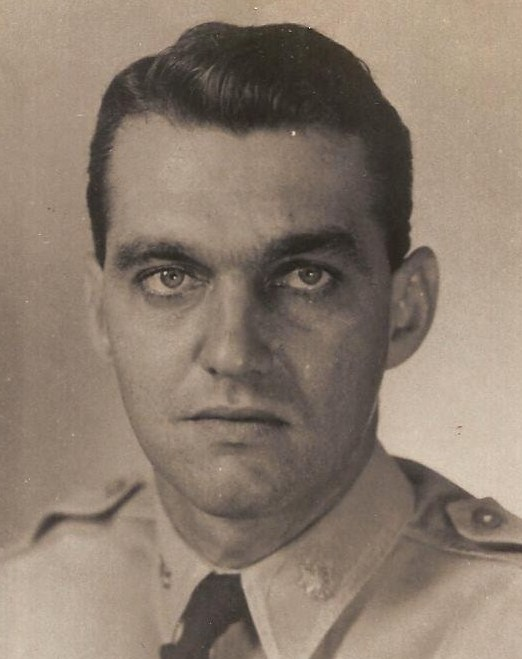
Le lieutenant-colonel José Antonio Muñiz, cofondateur de la Garde nationale aérienne de Porto Rico.

- [[Puerto Rico Air National Guard|Garde nationale aérienne de Porto Rico (en)]]
  - 156th Wing (en)
    - 156th Operations Group
      - 156th Operations Support Squadron
      - [[198th Airlift Squadron|198th Airlift Squadron (en)]] – WC-130E Hercules (désactivé)

    - 156th Maintenance Group
      - 156th Aircraft Maintenance Squadron
      - 156th Maintenance Operations Flight
      - 156th Maintenance Squadron

    - 156th Medical Group
    - 156th Mission Support Group
      - 156th Force Support Squadron
      - 156th Logistics Readiness Squadron
      - 156th Civil Engineer Squadron
      - 156th Communications Flight
      - 156th Security Forces Squadron